# Cernik (Čavle)
Pour les articles homonymes, voir Cernik.
Cernik est une localité de Croatie située dans la municipalité de Čavle, comitat de Primorje-Gorski Kotar. En 2001, la localité comptait 1 344 habitants.

## Démographie
| 1948 | 1953 | 1961 | 1971 | 1981 | 1991  | 2001  |
| ---- | ---- | ---- | ---- | ---- | ----- | ----- |
| 487  | 486  | 524  | 637  | 976  | 1 206 | 1 344 |